# O Sino

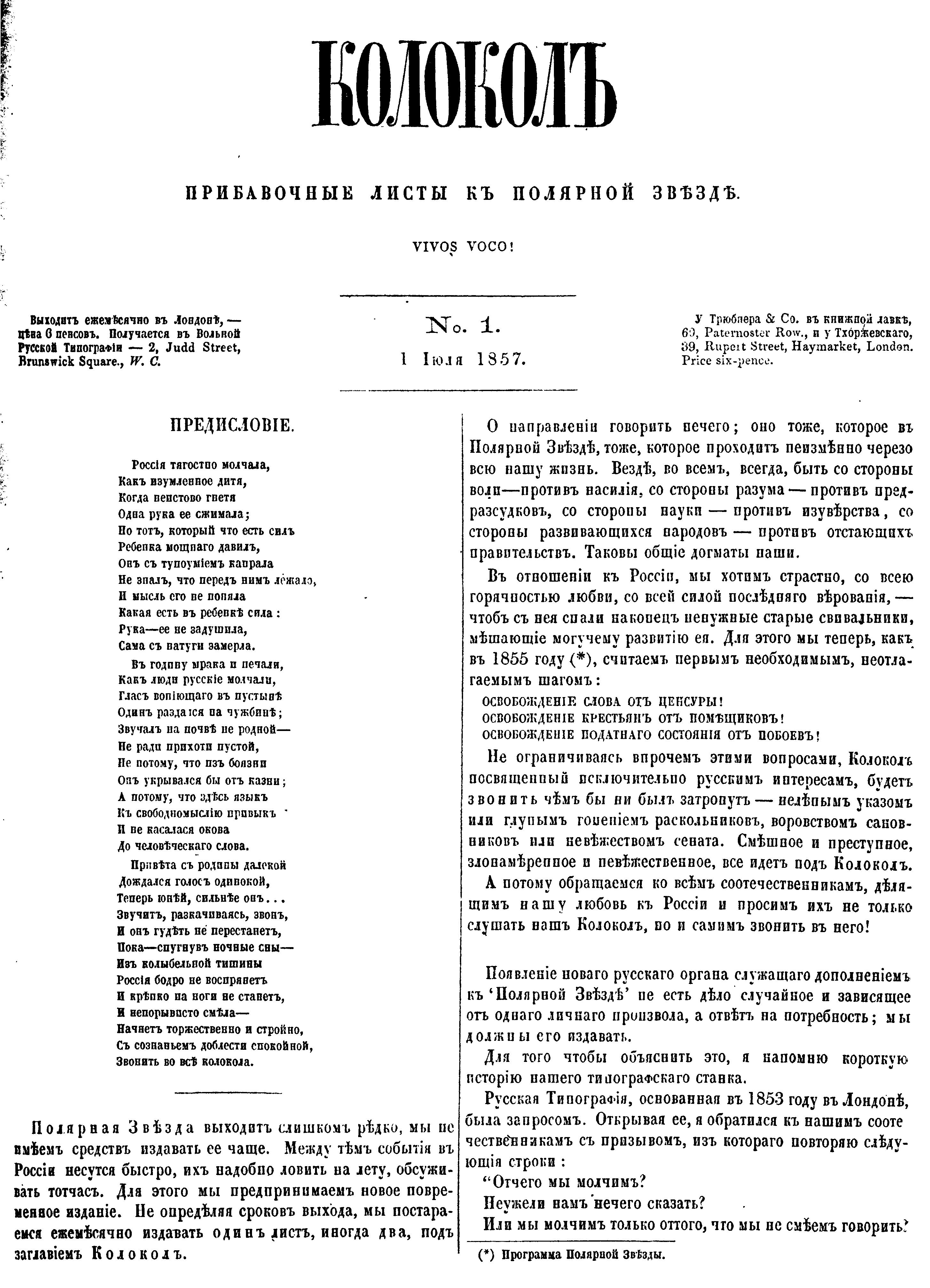
O primeiro número do «Kolokol»

O Sino (em russo:  Kolokol) foi um periódico progressista publicado em Londres (Inglaterra) na segunda metade do século XIX no idioma russo que teve como editores e escritores Alexander Herzen, Nikolay Ogarev e Mikhail Bakunin.
As publicações do Kolokol, que sempre permaneceram proibidas na Rússia, terminaram em 1 de Julho de 1867 com o número #245 com um total de 2002 páginas impressas.